# Aqüeducte de les Aigües a Vilanova i la Geltrú
L'Aqüeducte de les Aigües a Vilanova i la Geltrú és una obra de Castellet i la Gornal (Alt Penedès) inclosa a l'Inventari del Patrimoni Arquitectònic de Catalunya.

## Descripció
Aqüeducte de l'aigua de Vilanova i la Geltrú, Príncep Alfons submergit en el pantà de Foix, aquest aqüeducte està fora d'ús, l'aigua circula per un altre lloc, quan fou construït aquest embassament inaugurat l'any 1929.

## Història
" ... por aprovechar un pequeño manantial situado cerca de Castellet ..."
"... formaron en 30 de agosto del 1855 una sociedad con la razón Samá - Raventós y compañía ..."
"Continuadas con infatigable perseverancia las obras por esta sociedad, diósse cima felizmente a tan importante empresa, celebrándose su buen éxito con magnificas fiestas en los dias 16, 17, 18 y 19 de enero de 1861 ..."
"El acueducto, que lleva el nombre del Príncipe Alfonso, que así se titulaba a la sazon el que hoy es rey de Espaá y cuya inauguración se autorizó por R.O. de 15 de enero de 1851, mide 17.000 varas; tienen 36 túneles, uno de 3.500 varas y otro de 2.000; 2 puentes de 18 varas de alto y 100 de largo el otro y dos sifones abiertos en peña viva, de 160 palmos de profundidad por 432 de extensión el uno y 102 palmos por 308 el otro."